# Erioptera celestissima
Erioptera celestissima är en tvåvingeart som beskrevs av Alexander 1956. Erioptera celestissima ingår i släktet Erioptera och familjen småharkrankar. Inga underarter finns listade i Catalogue of Life.